# Les Paul

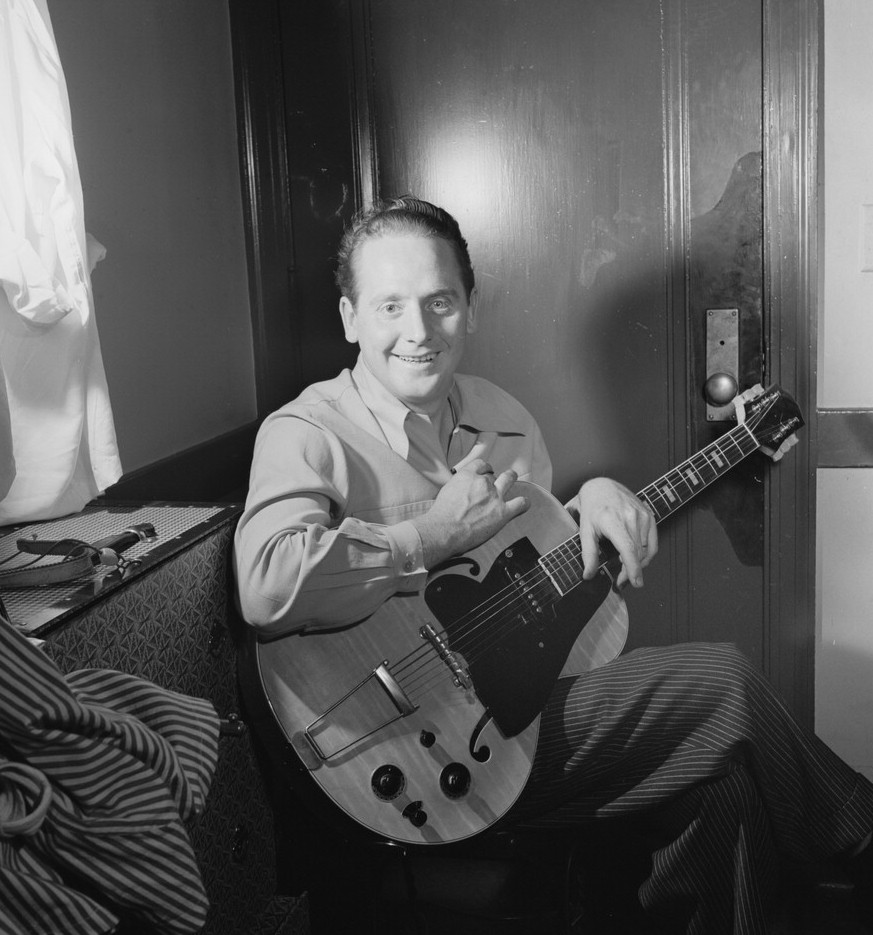
Les Paul rond 1947

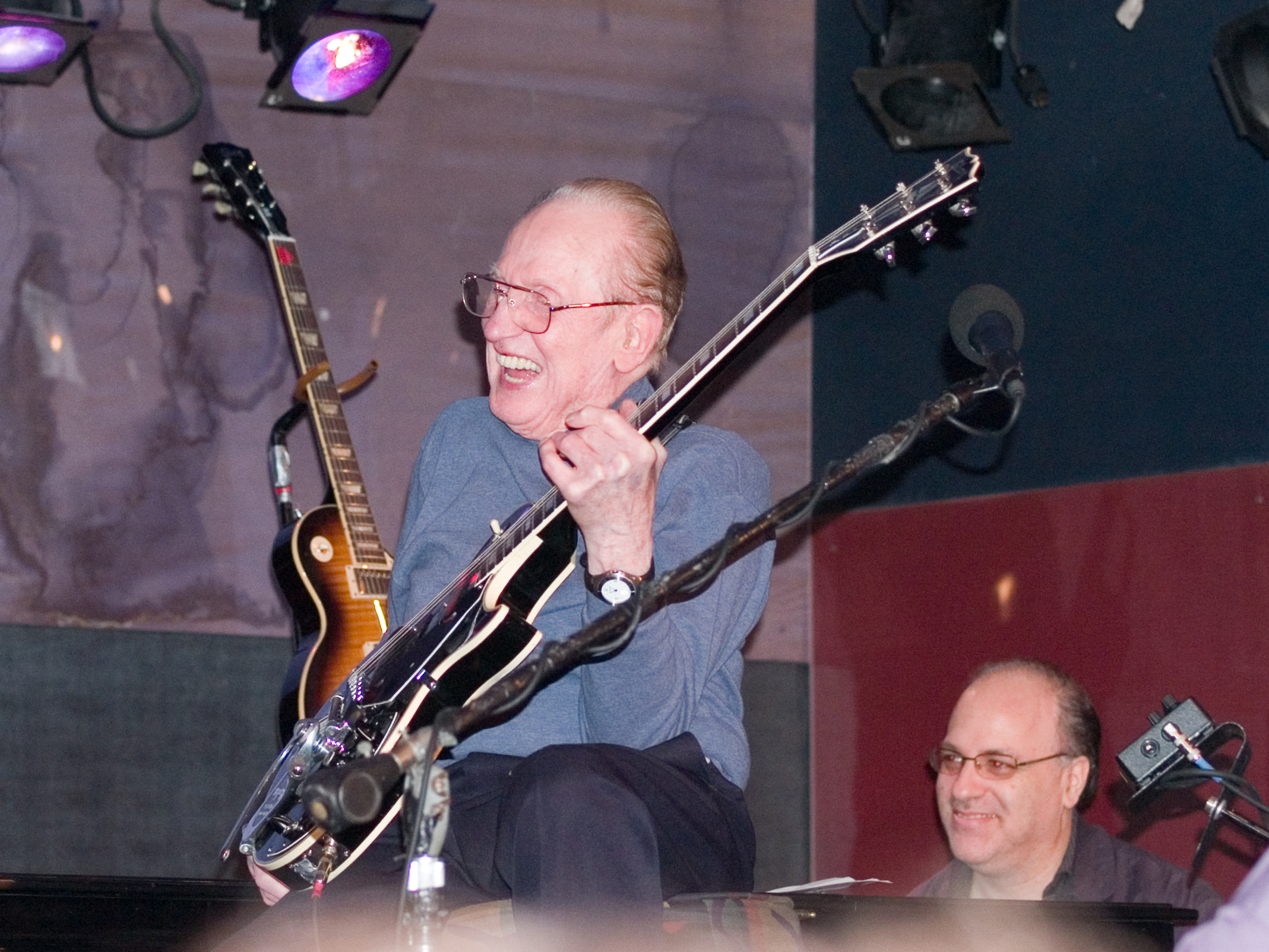
Les Paul in maart 2008

Les Paul, artiestennaam van Lester William Polsfuss (Waukesha (Wisconsin), 9 juni 1915 – White Plains (New York), 13 augustus 2009), was een Amerikaans gitarist, gitaarbouwer, uitvinder en songwriter.
Als jazzmusicus speelde hij in de jaren veertig en vijftig onder anderen met saxofonist Illinois Jacquet, trombonist J.J. Johnson en pianist Nat King Cole.
Hij was een van de pioniers bij het ontwikkelen van de elektrische gitaar met een massieve body. Hij heeft ook veel verschillende vernieuwingen gebracht in de muziek in het algemeen, waaronder sound-on-sound, delay en galmtechniek. Hij deed dit door zijn muzikale kwaliteiten te combineren met zijn kennis van elektronica.
Zijn innovatieve talenten kwamen ook terug in zijn speelstijl, waardoor hij een buitenbeentje was voor zijn tijd en waardoor hij veel van de huidige gitaristen geïnspireerd heeft.
Bij een auto-ongeluk in januari 1948 werden de botten van zijn rechterarm zozeer verbrijzeld dat hij zijn elleboog nooit meer zou kunnen bewegen. Hij vroeg de chirurg deze zo vast te zetten dat hij toch nog gitaar kon spelen.

## Vroege leven
Les Paul werd geboren als zoon van George Polsfuss en Evelyn Stutz. De familie was van Duitse komaf. Les' ouders scheidden toen hij nog een kind was. De Pruisische familienaam werd eerst versimpeld naar Polfuss door zijn moeder, later nam hij de artiestennaam Les Paul aan. Daarnaast gebruikte hij ook de artiestennamen Red Hot Red en Rhubarb Red.
Als achtjarige raakte hij geïnteresseerd in muziek. Zijn eerste instrument was een mondharmonica, en na een poging om banjo te leren, ging hij gitaarspelen. Naar eigen zeggen wilde hij 'gewoon een instrument bespelen en ondertussen zingen' (waardoor alle blaasinstrumenten afvielen). Het werd geen piano omdat hij dan met zijn rug naar het publiek gedraaid zou moeten zitten. Gitaar bleef als enige populaire muziekinstrument over.

## Overdubben
Les Paul nam sommige gitaarpartijen op met halve snelheid zodat deze een octaaf hoger klonken bij het afspelen op 'normale' snelheid. Hij mixte vervolgens de afzonderlijk opgenomen sporen uit tot een geheel van 'normale' gitaarloopjes en de 'versnelde' loopjes, waardoor een bijzondere klank ontstond.

## Mary Ford
Van 29 december 1949 tot en met december 1964 was Les Paul getrouwd met Iris Colleen Summers, die bekend zou worden als Mary Ford. Met haar heeft hij menige hit gescoord. Enkele voorbeelden:
- Tennessee Waltz (1950)
- How High The Moon (1951)
- Mockin' Bird Hill (1951)
- The World is Waiting for the Sunrise (1951)
- Vaya con Dios (1953)

## Gibson

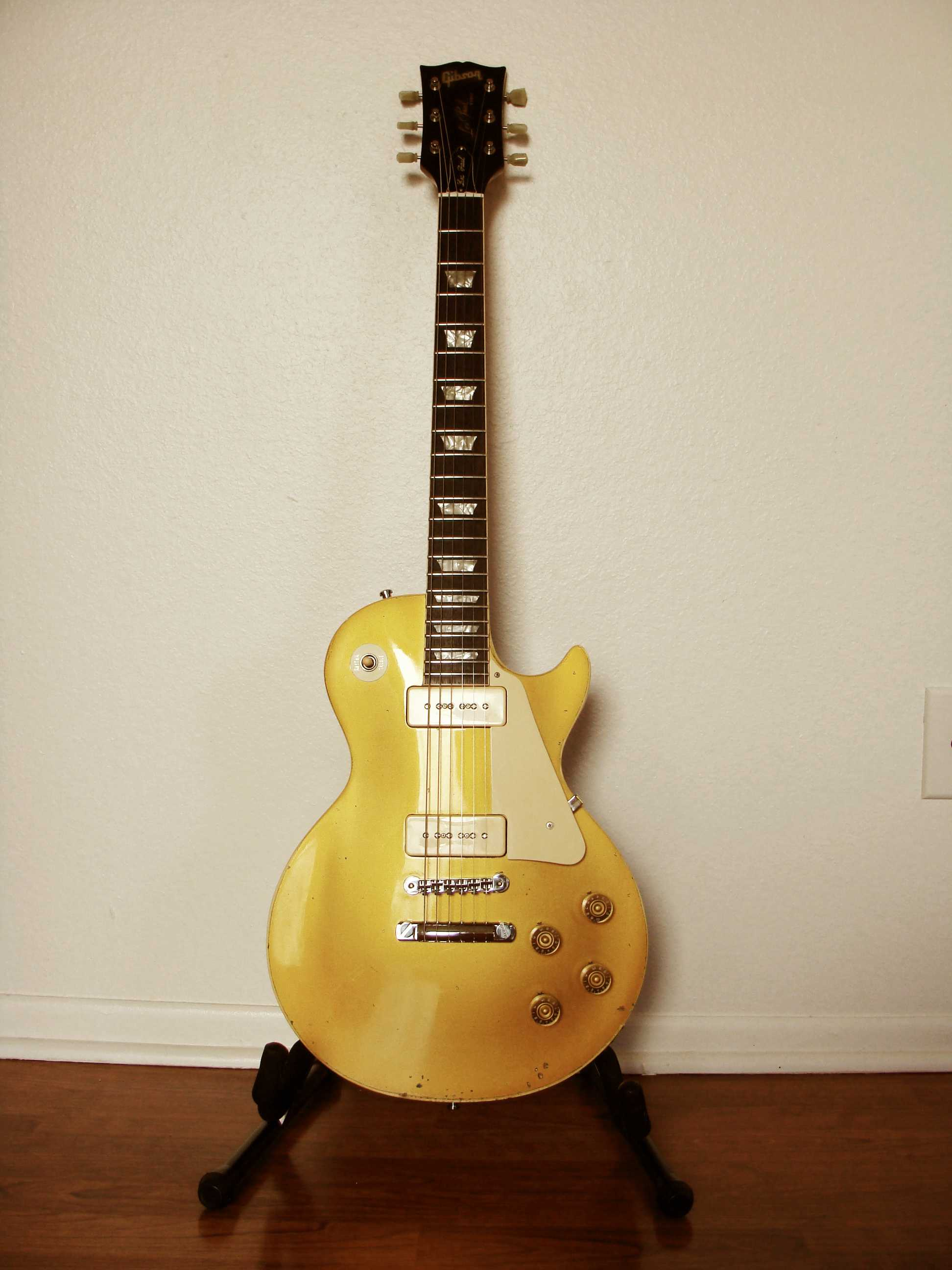
Les Paul Goldtop

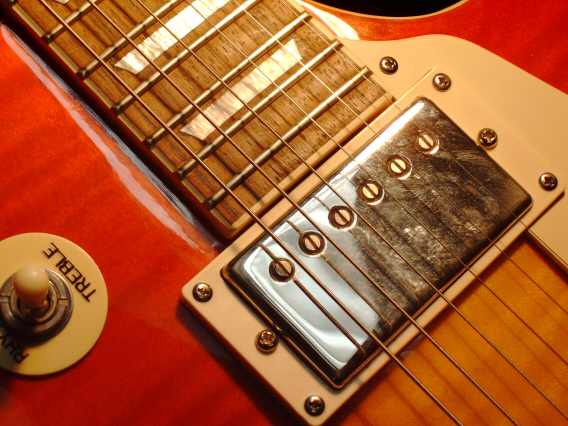
Les Paul Standard

Les Paul kwam in contact met gitaarfabrikant Gibson en verplichtte zich om in het openbaar altijd met de beroemde Gibson Les Paul op te treden. Deze gitaar zou later in alle muziekgenres, van blues tot heavy metal, gebruikt worden. De Les Paul Goldtop ontstond uit een samenwerking tussen Gibson en Les Paul. De Goldtop leek erg op de Les Paul Standard die een aantal jaren later verscheen en wereldberoemd werd, maar had enkelspoel P-90-elementen in plaats van dubbelspoel PAF-humbuckers.

### Andere modellen
De naam Les Paul werd uiteindelijk ook verbonden aan een aantal andere modellen waarvan hij niet bij het ontwerp betrokken was, zoals de Les Paul SG uit 1960. Les Paul herkende zich echter niet in deze gitaar, waarna Gibson de gitaar in 1963 omdoopte tot de Gibson SG.

### Hernieuwde samenwerking
In 1972 kwam het nogmaals tot een samenwerking tussen Les Paul en de ontwerpers van Gibson. Met nieuw ontwikkelde technieken werd de Les Paul Personal ontworpen. Hoewel de vorm op de oude Les Paul leek was de elektronica gericht op jazzmuzikanten. Ook was er een aansluiting voor een zwanenhalsmicrofoon op de zijkant te vinden, zodat men met gitaar en zangmicrofoon kon lopen. Deze gitaar werd geen succes, maar Les Paul bleef hem tot op hoge leeftijd gebruiken. Een variant zonder de microfoonaansluiting heette Les Paul Professional en een basgitaar-uitvoering werd Les Paul Triumph genoemd.

## Overlijden
Tot vlak voor zijn dood speelde Les Paul nog wekelijks in de Iridium Night Club in Manhattan. Hij overleed op 94-jarige leeftijd in een ziekenhuis in White Plains aan de gevolgen van een longontsteking en werd begraven in zijn geboorteplaats op de Prairie Home Cemetery.
Les Paul is opgenomen in de National Inventors Hall of Fame vanwege zijn aandeel in de ontwikkeling van onder meer de elektrische gitaar en multitrack-opnames. Tevens ontving hij de Gold Medal, de hoogste onderscheiding van de Audio Engineering Society.
Postuum kreeg hij in 2011 een ster in de Music City Walk of Fame in Nashville.
- Bibsys: 6033558
- Biblioteca Nacional de España: XX937552
- Bibliothèque nationale de France: cb13898303m (data)
- Gemeinsame Normdatei: 119397293
- International Standard Name Identifier: 0000 0003 6850 614X
- Library of Congress Control Number: n81126814
- Nationale Bibliotheek van Letland: 000084965
- MusicBrainz: f671ebd2-917d-466f-b7bc-07c60e4d8990
- Bibliotheek van het Japanse parlement: 00621264
- Nationale Bibliotheek van Tsjechië: js20070525006
- Nationale bibliotheek van Australië: 35896138
- Nationale Bibliotheek van Israël: 987007572111705171
- Nationale Bibliotheek van Polen: a0000003439513
- Nationale en Universitaire bibliotheek Zagreb: 000594138
- Nederlandse Thesaurus van Auteursnamen: 070757410
- Réseau des bibliothèques de Suisse occidentale: 02-A006144655
- Istituto Centrale per il Catalogo Unico: CUBV091083
- LIBRIS: 332690
- SNAC: w62d1r4v
- Système universitaire de documentation: 160719844
- Trove: 1135965
- Virtual International Authority File: 119989378
- WorldCat: E39PBJh8JGvBpPhhRcJ7RfFMyd